# Ted Hughes
Edward James „Ted“ Hughes (17. srpna 1930, Mytholmroyd – 28. října 1998, Londýn) byl anglický básník a autor literatury pro děti. Kritici ho často hodnotí jako jednoho z nejlepších básníků své generace a je jedním z největších spisovatelů dvacátého století. Působil jako Poëta laureatus, od roku 1984 až do své smrti. V roce 2008 hoTimes zařadil na čtvrté místo v seznamu Padesát největších britských spisovatelů od roku 1945.
Hughes byl od roku 1956 až do její sebevraždy v roce 1963 manželem americké básnířky Sylvie Plathové. Některé feministky a američtí fanoušci Sylvie Plath ho vinili z její smrti. Ve svém posledním díle Birthday Letters (1998), zkoumal jejich složitý vztah. Tyto básně odkazují na její sebevraždu, žádná však nehovoří přímo o okolnostech její smrti. V říjnu roku 2010 byla objevena báseň Last Letter, která popisuje, co se stalo během tří dnů před její smrtí.

### Poezie
- 1957 The Hawk in the Rain
- 1960 Lupercal
- 1967 Wodwo
- 1970 Crow: From the Life and the Songs of the Crow
- 1972 Selected Poems 1957–1967
- 1975 Cave Birds
- 1977 Gaudete
- 1979 Remains of Elmet
- 1979 Moortown
- 1983 River
- 1986 Flowers and Insects
- 1989 Wolfwatching
- 1992 Rain-charm for the Duchy
- 1994 New Selected Poems 1957–1994
- 1997 Tales from Ovid
- 1998 Birthday Letters
- 2003 Collected Poems

### Próza a eseje
- 1967 Poetry Is
- 1967 Poetry in the Making: An Anthology of Poems and Programmes from "Listening and Writing
- 1992 Shakespeare and the Goddess of Complete Being
- 1993 A Dancer to God Tributes to T. S. Eliot
- 1994 Winter Pollen: Occasional Prose
- 1995 The Dreamfighter, and Other Creation Tales
- 1995 Difficulties of a Bridegroom: Collected Short Stories

### Knihy pro děti
- 1960 The Earth Owl and Other Moon People
- 1961 Meet my Folks!
- 1963 How the Whale Became
- 1964 Nessie the Mannerless Monster
- 1967 Poetry in the Making
- 1968 The Iron Man
- 1970 Coming of the Kings and Other Plays
- 1976 Season Songs
- 1976 Moon-Whales and Other Moon Poems
- 1978 Moon-Bells and Other Poems
- 1981 Under the North Star
- 1984 What is the Truth?
- 1986 Ffangs the Vampire Bat and the Kiss of Truth
- 1987 The Cat and the Cuckoo
- 1988 Tales of the Early World
- 1993 The Iron Woman
- 1993 The Mermaid's Purse
- 1995 Collected Animal Poems